# Wereldkampioenschap rugby 2003 (Europese kwalificatie)
De Wereldkampioenschap rugby 2003 - Europese kwalificatie was een European Nations Cup competitie om te bepalen welke Europese landen naar het Wereldkampioenschap rugby 2003 mochten in Australië. De groep fases telde zowel mee voor de kwalificatie als voor de European Nations Cup. Europese kwartfinalisten van het WK 1999 Engeland, Schotland en Wales waren automatisch geplaatst.

## Promotie / degradatie ENC
De landen die in de eerste ronde afvallen promoveren, handhaven of degraderen naar de Derde Divisie die gespeeld wordt tegelijk met de tweede ronde van de kwalificatie. De landen die het eerst afvallen gaan naar Divisie 3C, de vijf daarna naar 3B en de vijf landen daarna komen in de hoogste groep van de Derde Divisie.
Na de tweede ronde wordt de Tweede Divisie voor 2002/04 ingericht. De beste team die niet in de Eerste Divisie uitkomt promoveert naar de Eerste Divisie ten koste de laatst geplaatste land in Divisie 1 van 2001/02.

## Kwalificatie proces
Er waren nog vier plaatsen vrij voor Europese landen, en één plaats in de herkansing play-offs. De teams worden gerangschikt volgens hun divisie in de European Nations Cup met de promotie en degradatie meegenomen na het vorige seizoen. De Eerste Divise werd wel normaal gespeeld en de eerste twee landen plaatsen zich voor de 4e ronde waar de laatste vier landen zich voor de 3e ronde plaatsen volgens de ranglijst van 2001/02.

### Eerste ronde
De Eerste ronde van de kwalificatie werd gehouden in plaats van de Derde en Vierde divisie van de ENC in het seizoen 2000/01, Divisie 4 ging in 2001 op in Divisie 3.

De teams van de vierde en derde divisie trappen de kwalificatie af.
Landen
| Divisie 3   |             | Divisie 4A |                       | Divisie 4B |  | Divisie 4C |
| Andorra     | Hongarije   | Bulgarije  | Bosnië en Herzegovina |            |  |            |
| België      | Moldavië    | Israël     | Litouwen              |            |  |            |
| Letland     | Monaco      | Luxemburg  | Malta                 |            |  |            |
| Slovenië    | Oostenrijk  | Zweden     | Noorwegen             |            |  |            |
| Zwitserland | Joegoslavië |            |                       |            |  |            |

Vijf teams van de Divisie 3, inclusief de "gepromoveerde" landen en de landen van de vierde divisie aangevuld met nieuwkomers Bosnië en Malta worden verdeeld over drie groepen van zes. Na een halve competitie gaan de groepswinnaars en de beste nummer 2 door naar de volgende ronde.

### Tweede ronde
Praktisch gezien kan dit beschouwd worden als de European Nations Cup Tweede Divisie 2001/02
De teams van de Tweede divisie stromen erin.
Landen
| Divisie 2  |             | Ronde 1 |
| Denemarken | België      |         |
| Duitsland  | Letland     |         |
| Kroatië    | Zweden      |         |
| Oekraïne   | Zwitserland |         |
| Polen      |             |         |
| Tsjechië   |             |         |

De zes teams van de tweede divisie vergezellen de 4 teams uit de eerste ronde en worden verdeeld over twee groepen van vijf. Na een halve competitie gaan de twee groepswinnaars door naar de volgende ronde.

### Derde ronde
De onderste vier landen van de Eerste Divisie 2001/02 stromen in.
Landen
| Divisie 1 |          | Ronde 2 |
| Nederland | Polen    |         |
| Rusland   | Tsjechië |         |
| Portugal  |          |         |
| Spanje    |          |         |

De zes landen worden verdeeld over twee groepen van drie. Na een halve competitie gaan de twee groepswinnaars door naar de volgende ronde.

### Vierde ronde
De twee beste landen van de Eerste Divisie stromen in, samen met de landen uit het Zeslandentoernooi die niet automatisch geplaatst zijn.
Landen
| Zeslandentoernooi |          | Divisie 1 |  | Ronde 3 |
| Ierland           | Georgië  | Rusland   |  |         |
| Italië            | Roemenië | Spanje    |  |         |

De zes team worden verdeeld over twee groepen van drie. Na een halve competitie plaatsen de nummers 1 en twee zich voor het WK. De twee laatste teams gaan door naar ronde 5.

### Vijfde ronde
Landen
| Ronde 4 Groep A |         | Ronde 4 Groep B |
| Spanje          | Rusland |                 |

De twee teams spelen in een tweedelig play-off voor de laatste plaats op het WK. De verliezer speelt de herkansings play-offs tegen een land van een ander continent.

## Ronde 1

### Groep A

#### Stand

##### Eindstand
| #  | Team       | GW | Win | Gel | Ver | Pnt | Voor | Tegen | Saldo |
| -- | ---------- | -- | --- | --- | --- | --- | ---- | ----- | ----- |
| 1. | Zweden     | 5  | 5   | 0   | 0   | 15  | 254  | 46    | 208   |
| 2. | Letland    | 5  | 4   | 0   | 1   | 13  | 130  | 51    | 79    |
| 3. | Oostenrijk | 5  | 3   | 0   | 2   | 11  | 171  | 93    | 78    |
| 4. | Israël     | 5  | 2   | 0   | 3   | 9   | 134  | 83    | 51    |
| 5. | Luxemburg  | 5  | 1   | 0   | 4   | 7   | 66   | 288   | -222  |
| 6. | Noorwegen  | 5  | 0   | 0   | 5   | 5   | 22   | 216   | -194  |

##### Legenda
| Kleur | Kwalificatie voor         |
| ----- | ------------------------- |
|       | Ronde 2                   |
|       | Kans op plaats in ronde 2 |

#### Wedstrijden
| 23 september 2000 | Noorwegen | 9 - 41 | Luxemburg | Stavanger |
| 23 september 2000 |           |        |           | Stavanger |

| 21 oktober 2000 | Oostenrijk | 10 - 42 | Zweden | Wenen |
| 21 oktober 2000 |            |         |        | Wenen |

| 28 oktober 2000 | Letland | 24 - 19 | Luxemburg | Riga |
| 28 oktober 2000 |         |         |           | Riga |

| 28 oktober 2000 | Zweden | 44 - 3 | Noorwegen | Korsangens |
| 28 oktober 2000 |        |        |           | Korsangens |

| 11 november 2000 | Letland | 38 - 12 | Oostenrijk | Riga |
| 11 november 2000 |         |         |            | Riga |

| 3 maart 2001 | Luxemburg | 3 - 62 | Israël | Luxemburg |
| 3 maart 2001 |           |        |        | Luxemburg |

| 17 maart 2001 | Israël | 3 - 21 | Letland | Vlag van Israël |
| 17 maart 2001 |        |        |         | Vlag van Israël |

| 5 mei 2001 | Israël | 43 - 3 | Noorwegen | Vlag van Israël |
| 5 mei 2001 |        |        |           | Vlag van Israël |

| 5 mei 2001 | Luxemburg | 3 - 116 | Zweden | Cessange |
| 5 mei 2001 |           |         |        | Cessange |

| 12 mei 2001 | Oostenrijk | 77 - 0 | Luxemburg | Wenen |
| 12 mei 2001 |            |        |           | Wenen |

| 19 mei 2001 | Letland | 37 - 0 | Noorwegen | Riga |
| 19 mei 2001 |         |        |           | Riga |

| 19 mei 2001 | Zweden | 35 - 20 | Israël | Växjö |
| 19 mei 2001 |        |         |        | Växjö |

| 2 juni 2001 | Oostenrijk | 21 - 6 | Israël | Wenen |
| 2 juni 2001 |            |        |        | Wenen |

| 9 juni 2001 | Noorwegen | 7 - 51 | Oostenrijk | Borrebanen |
| 9 juni 2001 |           |        |            | Borrebanen |

| 9 juni 2001 | Zweden | 17 - 10 | Letland | Korsangens |
| 9 juni 2001 |        |         |         | Korsangens |

### Groep B

#### Stand

##### Eindstand
| #  | Team                     | GW | Win | Gel | Ver | Pnt | Voor | Tegen | Saldo |
| -- | ------------------------ | -- | --- | --- | --- | --- | ---- | ----- | ----- |
| 1. | Zwitserland              | 5  | 4   | 0   | 1   | 13  | 242  | 76    | 166   |
| 2. | Joegoslavië              | 5  | 3   | 0   | 2   | 11  | 106  | 61    | 45    |
| 3. | Andorra*                 | 5  | 3   | 0   | 2   | 11  | 140  | 97    | 43    |
| 4. | Hongarije**              | 5  | 2   | 0   | 3   | 9   | 118  | 127   | -9    |
| 5. | Bosnië en Herzegovina*** | 5  | 2   | 0   | 3   | 9   | 63   | 121   | -58   |
| 6. | Bulgarije****            | 5  | 1   | 0   | 4   | 7   | 62   | 249   | -187  |

- * Andorra degradeert van Divisie 3 naar Divisie 3A
- ** Hongarije degradeert van Divisie 4A naar Divisie 3B
- *** Bosnië en Herzegovina debuteert in de ENC in Divisie 3B
- **** Bulgarije degradeert van Divisie 4B naar de laagste divisie, Divisie 3C

##### Legenda
| Kleur | Kwalificatie voor         |
| ----- | ------------------------- |
|       | Ronde 2                   |
|       | Kans op plaats in ronde 2 |

#### Wedstrijden
| 30 september 2000 | Bosnië en Herzegovina | 13 - 12 | Hongarije | Zenica |
| 30 september 2000 |                       |         |           | Zenica |

| 7 oktober 2000 | Zwitserland | 43 - 6 | Bosnië en Herzegovina | Genève |
| 7 oktober 2000 |             |        |                       | Genève |

| 14 oktober 2000 | Bulgarije | 9 - 90 | Zwitserland | Pernik |
| 14 oktober 2000 |           |        |             | Pernik |

| 14 oktober 2000 | Andorra | 12 - 9 | Joegoslavië | Andorra la Vella |
| 14 oktober 2000 |         |        |             | Andorra la Vella |

| 28 oktober 2000 | Hongarije | 27 - 21 | Andorra | Százhalombatta |
| 28 oktober 2000 |           |         |         | Százhalombatta |

| 5 november 2000 | Joegoslavië | 46 - 6 | Bulgarije | Dimitrovgrad |
| 5 november 2000 |             |        |           | Dimitrovgrad |

| 31 maart 2001 | Joegoslavië | 25 - 10 | Hongarije | Dimitrovgrad |
| 31 maart 2001 |             |         |           | Dimitrovgrad |

| 5 mei 2001 | Zwitserland | 38 - 25 | Andorra | Lausanne |
| 5 mei 2001 |             |         |         | Lausanne |

| 5 mei 2001 | Bulgarije | 30 - 8 | Bosnië en Herzegovina |  |
| 5 mei 2001 |           |        |                       |  |

| 12 mei 2001 | Andorra | 59 - 10 | Bulgarije | Andorra la Vella |
| 12 mei 2001 |         |         |           | Andorra la Vella |

| 12 mei 2001 | Zwitserland | 61 - 23 | Hongarije | Bazel |
| 12 mei 2001 |             |         |           | Bazel |

| 12 mei 2001 | Bosnië en Herzegovina | 23 - 13 | Joegoslavië |  |
| 12 mei 2001 |                       |         |             |  |

| 25 mei 2001 | Joegoslavië | 13 - 10 | Zwitserland | Gornji |
| 25 mei 2001 |             |         |             | Gornji |

| 25 mei 2001 | Andorra | 23 - 13 | Bosnië en Herzegovina | Andorra la Vella |
| 25 mei 2001 |         |         |                       | Andorra la Vella |

| 25 mei 2001 | Hongarije | 46 - 7 | Bulgarije |  |
| 25 mei 2001 |           |        |           |  |

### Groep C

#### Stand

##### Eindstand
| #  | Team      | GW | Win | Gel | Ver | Pnt | Voor | Tegen | Saldo |
| -- | --------- | -- | --- | --- | --- | --- | ---- | ----- | ----- |
| 1. | België    | 5  | 5   | 0   | 0   | 15  | 123  | 52    | 71    |
| 2. | Slovenië  | 5  | 3   | 1   | 1   | 12  | 117  | 71    | 46    |
| 3. | Moldavië  | 5  | 3   | 0   | 2   | 11  | 120  | 95    | 25    |
| 4. | Litouwen* | 5  | 2   | 1   | 2   | 10  | 127  | 89    | 38    |
| 5. | Monaco**  | 5  | 1   | 0   | 4   | 7   | 54   | 84    | -30   |
| 6. | Malta***  | 5  | 0   | 0   | 5   | 5   | 27   | 177   | -150  |

- * Litouwen promoveert van Divisie 4C naar Divisie 3B
- ** Monaco degradeert van Divisie 4A naar Divisie 3C
- *** Malta debuteert in de ENC in Divisie 3C

##### Legenda
| Kleur | Kwalificatie voor         |
| ----- | ------------------------- |
|       | Ronde 2                   |
|       | Kans op plaats in ronde 2 |

#### Wedstrijden
| 28 oktober 2000 | Monaco | 15 - 17 | Moldavië | Menton |
| 28 oktober 2000 |        |         |          | Menton |

| 28 oktober 2000 | België | 24 - 10 | Slovenië | Brussel |
| 28 oktober 2000 |        |         |          | Brussel |

| 18 november 2000 | Slovenië | 19 - 19 | Litouwen | Ljubljana |
| 18 november 2000 |          |         |          | Ljubljana |

| 18 november 2000 | Moldavië | 58 - 8 | Malta | Bender |
| 18 november 2000 |          |        |       | Bender |

| 25 november 2000 | Malta | 0 - 26 | België | Three Cities |
| 25 november 2000 |       |        |        | Three Cities |

| 2 december 2000 | Monaco | 8 - 13 | Slovenië | Menton |
| 2 december 2000 |        |        |          | Menton |

| 20 januari 2001 | Malta | 3 - 9 | Monaco | Three Cities |
| 20 januari 2001 |       |       |        | Three Cities |

| 3 maart 2001 | Monaco | 12 - 18 | België | Saint-Laurent-du-Var |
| 3 maart 2001 |        |         |        | Saint-Laurent-du-Var |

| 7 april 2001 | België | 26 - 10 | Moldavië | Brussel |
| 7 april 2001 |        |         |          | Brussel |

| 21 april 2001 | Malta | 11 - 39 | Litouwen | Three Cities |
| 21 april 2001 |       |         |          | Three Cities |

| 28 april 2001 | Slovenië | 30 - 15 | Moldavië | Ljubljana |
| 28 april 2001 |          |         |          | Ljubljana |

| 5 mei 2001 | België | 29 - 20 | Litouwen | Laakdal |
| 5 mei 2001 |        |         |          | Laakdal |

| 12 mei 2001 | Slovenië | 45 - 5 | Malta | Ljubljana |
| 12 mei 2001 |          |        |       | Ljubljana |

| 12 mei 2001 | Litouwen | 33 - 10 | Monaco | Vilnius |
| 12 mei 2001 |          |         |        | Vilnius |

| 2 juni 2001 | Moldavië | 20 - 16 | Litouwen | Chişinău |
| 2 juni 2001 |          |         |          | Chişinău |

### Ranglijst nummers 2

#### Eindstand
| #  | Team        | GW | Win | Gel | Ver | Pnt | Voor | Tegen | Saldo |
| -- | ----------- | -- | --- | --- | --- | --- | ---- | ----- | ----- |
| 1. | Letland     | 5  | 4   | 0   | 1   | 13  | 130  | 51    | 79    |
| 2. | Slovenië*   | 5  | 3   | 1   | 1   | 12  | 117  | 71    | 46    |
| 3. | Joegoslavië | 5  | 3   | 0   | 2   | 11  | 106  | 61    | 45    |

- * Slovenië degradeert van Divisie 3 naar Divisie 3A

#### Legenda
| Kleur | Kwalificatie voor |
| ----- | ----------------- |
|       | Ronde 2           |

## Ronde 2

### Groep A

#### Stand

##### Eindstand
| #  | Team         | GW | Win | Gel | Ver | Pnt | Voor | Tegen | Saldo |
| -- | ------------ | -- | --- | --- | --- | --- | ---- | ----- | ----- |
| 1. | Polen        | 4  | 4   | 0   | 0   | 12  | 124  | 55    | 69    |
| 2. | Duitsland    | 4  | 2   | 0   | 2   | 8   | 100  | 76    | 24    |
| 3. | Zweden*      | 4  | 2   | 0   | 2   | 8   | 96   | 73    | 23    |
| 4. | Denemarken** | 4  | 2   | 0   | 2   | 8   | 108  | 89    | 19    |
| 5. | Letland***   | 4  | 0   | 0   | 4   | 4   | 38   | 173   | -135  |

- * Zweden promoveert van Divisie 4A naar Divisie 2A
- ** Denemarken degradeert van Divisie 2 naar Divisie 2B
- *** Letland eindigt als slechtste land in de tweede ronde en zal zodoende uit de Tweede Divisie degraderen naar Divisie 3A

##### Legenda
| Kleur | Kwalificatie voor |
| ----- | ----------------- |
|       | Ronde 3           |

#### Wedstrijden
| 22 september 2001 | Letland | 18 - 60 | Polen | Riga |
| 22 september 2001 |         |         |       | Riga |

| 29 september 2001 | Polen | 18 - 6 | Zweden | Gdańsk |
| 29 september 2001 |       |        |        | Gdańsk |

| 7 oktober 2001 | Zweden | 37 - 12 | Letland | Trelleborg |
| 7 oktober 2001 |        |         |         | Trelleborg |

| 20 oktober 2001 | Zweden | 32 - 10 | Duitsland | Malmö |
| 20 oktober 2001 |        |         |           | Malmö |

| 27 oktober 2001 | Denemarken | 33 - 21 | Zweden | Frederiksberg |
| 27 oktober 2001 |            |         |        | Frederiksberg |

| 3 november 2001 | Denemarken | 19 - 26 | Polen | Kopenhagen |
| 3 november 2001 |            |         |       | Kopenhagen |

| 10 november 2001 | Duitsland | 34 - 24 | Denemarken | Heidelberg |
| 10 november 2001 |           |         |            | Heidelberg |

| 24 november 2001 | Duitsland | 44 - 0 | Letland | Hannover |
| 24 november 2001 |           |        |         | Hannover |

| 6 april 2002 | Polen | 20 - 12 | Duitsland | Gdynia |
| 6 april 2002 |       |         |           | Gdynia |

| 6 april 2002 | Letland | 8 - 32 | Denemarken | Riga |
| 6 april 2002 |         |        |            | Riga |

### Groep B

#### Stand

##### Eindstand
| #  | Team        | GW | Win | Gel | Ver | Pnt | Voor | Tegen | Saldo |
| -- | ----------- | -- | --- | --- | --- | --- | ---- | ----- | ----- |
| 1. | Tsjechië    | 4  | 4   | 0   | 0   | 12  | 117  | 22    | 95    |
| 2. | Oekraïne    | 4  | 3   | 0   | 1   | 10  | 100  | 54    | 46    |
| 3. | Kroatië*    | 4  | 2   | 0   | 2   | 8   | 56   | 70    | -14   |
| 4. | Zwitserland | 4  | 1   | 0   | 3   | 6   | 55   | 95    | -40   |
| 5. | België      | 4  | 0   | 0   | 4   | 4   | 28   | 115   | -87   |

- * Kroatië degradeert van Divisie 2 naar Divisie 2B

##### Legenda
| Kleur | Kwalificatie voor |
| ----- | ----------------- |
|       | Ronde 3           |

#### Wedstrijden
| 22 september 2001 | Tsjechië | 46 - 3 | België | Praag |
| 22 september 2001 |          |        |        | Praag |

| 6 oktober 2001 | Zwitserland | 6 - 32 | Tsjechië | Lausanne |
| 6 oktober 2001 |             |        |          | Lausanne |

| 13 oktober 2001 | Kroatië | 5 - 13 | Tsjechië | Makarska |
| 13 oktober 2001 |         |        |          | Makarska |

| 13 oktober 2001 | Oekraïne | 21 - 10 | België | Kiev |
| 13 oktober 2001 |          |         |        | Kiev |

| 20 oktober 2001 | Oekraïne | 41 - 7 | Kroatië | Kiev |
| 20 oktober 2001 |          |        |         | Kiev |

| 27 oktober 2001 | België | 15 - 22 | Zwitserland | Brussel |
| 27 oktober 2001 |        |         |             | Brussel |

| 3 november 2001 | Tsjechië | 26 - 8 | Oekraïne | Praag |
| 3 november 2001 |          |        |          | Praag |

| 10 november 2001 | Kroatië | 18 - 16 | Zwitserland | Makarska |
| 10 november 2001 |         |         |             | Makarska |

| 24 november 2001 | België | 0 - 26 | Kroatië | Brussel |
| 24 november 2001 |        |        |         | Brussel |

| 24 november 2001 | Zwitserland | 11 - 30 | Oekraïne | Hermance |
| 24 november 2001 |             |         |          | Hermance |

## Ronde 3

### Groep A

#### Stand

##### Eindstand
| #  | Team     | GW | Win | Gel | Ver | Pnt | Voor | Tegen | Saldo |
| -- | -------- | -- | --- | --- | --- | --- | ---- | ----- | ----- |
| 1. | Spanje   | 2  | 1   | 0   | 1   | 4   | 49   | 48    | 1     |
| 2. | Portugal | 2  | 1   | 0   | 1   | 4   | 60   | 60    | 0     |
| 3. | Polen    | 2  | 1   | 0   | 1   | 4   | 53   | 54    | -1    |

##### Legenda
| Kleur | Kwalificatie voor |
| ----- | ----------------- |
|       | Ronde 4           |

#### Wedstrijden
| 4 mei 2002 | Polen | 27 - 15 | Spanje | Warschau |
| 4 mei 2002 |       |         |        | Warschau |

| 18 mei 2002 | Portugal | 39 - 26 | Polen | Jamor |
| 18 mei 2002 |          |         |       | Jamor |

| 2 juni 2002 | Spanje | 34 - 21 | Portugal | Madrid |
| 2 juni 2002 |        |         |          | Madrid |

### Groep B

#### Stand

##### Eindstand
| #  | Team      | GW | Win | Gel | Ver | Pnt | Voor | Tegen | Saldo |
| -- | --------- | -- | --- | --- | --- | --- | ---- | ----- | ----- |
| 1. | Rusland   | 2  | 2   | 0   | 0   | 6   | 102  | 21    | 81    |
| 2. | Tsjechië* | 2  | 1   | 0   | 1   | 4   | 72   | 49    | 23    |
| 3. | Nederland | 2  | 0   | 0   | 2   | 2   | 15   | 119   | -104  |

- * Tsjechië promoveert van Divisie 2 naar Divisie 1 ten koste van het gedegradeerde Nederland

##### Legenda
| Kleur | Kwalificatie voor |
| ----- | ----------------- |
|       | Ronde 4           |

#### Wedstrijden
| 5 mei 2002 | Tsjechië | 18 - 37 | Rusland | Praag |
| 5 mei 2002 |          |         |         | Praag |

| 21 mei 2002 | Nederland | 12 - 54 | Tsjechië | Amsterdam |
| 21 mei 2002 |           |         |          | Amsterdam |

| 1 juni 2002 | Rusland | 65 - 3 | Nederland | Monino |
| 1 juni 2002 |         |        |           | Monino |

## Ronde 4

### Groep A

#### Stand

##### Eindstand
| #  | Team     | GW | Win | Gel | Ver | Pnt | Voor | Tegen | Saldo |
| -- | -------- | -- | --- | --- | --- | --- | ---- | ----- | ----- |
| 1. | Italië   | 2  | 2   | 0   | 0   | 6   | 75   | 20    | 55    |
| 2. | Roemenië | 2  | 1   | 0   | 1   | 4   | 84   | 31    | 53    |
| 3. | Spanje   | 2  | 0   | 0   | 2   | 2   | 9    | 117   | -108  |

##### Legenda
| Kleur | Kwalificatie voor              |
| ----- | ------------------------------ |
|       | Wereldkampioenschap rugby 2003 |
|       | Ronde 6                        |

#### Wedstrijden
| 22 september 2002 | Spanje | 3 - 50 | Italië | Valladolid |
| 22 september 2002 |        |        |        | Valladolid |

| 28 september 2002 | Italië | 25 - 17 | Roemenië | Parma |
| 28 september 2002 |        |         |          | Parma |

| 5 oktober 2002 | Roemenië | 67 - 6 | Spanje | Iaşi |
| 5 oktober 2002 |          |        |        | Iaşi |

### Groep B

#### Stand

##### Eindstand
| #  | Team    | GW | Win | Gel | Ver | Pnt | Voor | Tegen | Saldo |
| -- | ------- | -- | --- | --- | --- | --- | ---- | ----- | ----- |
| 1. | Ierland | 2  | 2   | 0   | 0   | 6   | 98   | 17    | 81    |
| 2. | Georgië | 2  | 1   | 0   | 1   | 4   | 31   | 76    | -45   |
| 3. | Rusland | 2  | 0   | 0   | 2   | 2   | 16   | 52    | -36   |

##### Legenda
| Kleur | Kwalificatie voor              |
| ----- | ------------------------------ |
|       | Wereldkampioenschap rugby 2003 |
|       | Ronde 6                        |

#### Wedstrijden
| 21 september 2002 | Rusland | 3 - 35 | Ierland | Krasnojarsk |
| 21 september 2002 |         |        |         | Krasnojarsk |

| 28 september 2002 | Ierland | 63 - 14 | Georgië | Dublin |
| 28 september 2002 |         |         |         | Dublin |

| 13 oktober 2002 | Georgië | 17 - 13 | Rusland | Tbilisi |
| 13 oktober 2002 |         |         |         | Tbilisi |

## Ronde 5
| 27 oktober 2002 | Spanje | 3 - 36 | Rusland | Madrid |
| 27 oktober 2002 |        |        |         | Madrid |

| 24 november 2002 | Rusland | 22 - 38 (agg. 58 - 41) | Spanje | Krasnodar |
| 24 november 2002 |         |                        |        | Krasnodar |

Rusland wordt gediskwalificeerd, nadat vastgesteld werd dat het onreglementair Zuid-Afrikaanse spelers had ingezet, Spanje wint hierdoor de zesde ronde en plaatst zich voor de herkansing play-offs tegen Tunesië.

## Rangschikking
De indelingen voor de Tweede Divisie 2006/08 en de indeling voor de Derde Divisie 2005/06 worden bepaald door de volgorde van uitschakeling en de rangschikking. Zodoende kunnen landen meerdere niveaus stijgen en dalen in één seizoen.
| #         | Land                  | Divisie 2000/02   | Divisie 2002/04   |
| Geplaatst | Geplaatst             | Geplaatst         | Geplaatst         |
| --------- | --------------------- | ----------------- | ----------------- |
| 1         | Ierland               | Zeslandentoernooi | Zeslandentoernooi |
| 2         | Italië                | Zeslandentoernooi | Zeslandentoernooi |
| 3         | Roemenië              | Divisie 1         | Divisie 1         |
| 4         | Georgië               | Divisie 1         | Divisie 1         |
| Ronde 5   |                       |                   |                   |
| 5         | Spanje                | Divisie 1         | Divisie 1         |
| 5         | Rusland               | Divisie 1         | Divisie 1         |
| Ronde 3   |                       |                   |                   |
| 7         | Tsjechië              | Divisie 2         | Divisie 1         |
| 8         | Portugal              | Divisie 1         | Divisie 1         |
| 9         | Polen                 | Divisie 2         | Divisie 2A        |
| 10        | Nederland             | Divisie 1         | Divisie 2A        |
| Ronde 2   |                       |                   |                   |
| 11        | Oekraïne              | Divisie 2         | Divisie 2A        |
| 12        | Duitsland             | Divisie 2         | Divisie 2A        |
| 13        | Zweden                | Divisie 4B        | Divisie 2A        |
| 14        | Denemarken            | Divisie 2         | Divisie 2B        |
| 15        | Kroatië               | Divisie 2         | Divisie 2B        |
| 16        | Zwitserland           | Divisie 3         | Divisie 2B        |
| 17        | België                | Divisie 3         | Divisie 2B        |
| 18        | Letland               | Divisie 3         | Divisie 3A*       |
| #         | Land                  | Divisie 2000/01   | Divisie 2001/02   |
| Ronde 1   |                       |                   |                   |
| 19        | Joegoslavië           | Divisie 4A        | Divisie 3A        |
| 20        | Slovenië              | Divisie 3         | Divisie 3A        |
| 21        | Oostenrijk            | Divisie 4A        | Divisie 3A        |
| 22        | Andorra               | Divisie 3         | Divisie 3A        |
| 23        | Moldavië              | Divisie 4A        | Divisie 3A        |
| 24        | Israël                | Divisie 4B        | Divisie 3B        |
| 25        | Hongarije             | Divisie 4A        | Divisie 3B        |
| 26        | Litouwen              | Divisie 4C        | Divisie 3B        |
| 27        | Luxemburg             | Divisie 4B        | Divisie 3B        |
| 28        | Bosnië en Herzegovina | geen              | Divisie 3B        |
| 29        | Monaco                | Divisie 4A        | Divisie 3C        |
| 30        | Noorwegen             | Divisie 4C        | Divisie 3C        |
| 31        | Bulgarije             | Divisie 4B        | Divisie 3C        |
| 32        | Malta                 | geen              | Divisie 3C        |

- * Derde Divisie kampioen Slovenië van 2001/02 vervangt Letland in de Divisie 2B als de laagst geplaatste team voor Divisie 2B.